# Kurt Mahr
Kurt Mahr, pseudônimo de Klaus Mahn, (Frankfurt, 8 de Março de 1934 — Flórida, 27 de Junho de 1993) foi um escritor de ficção científica alemão e consultor de física da NASA.
Ele participou da série Perry Rhodan desde o começo em 1961 como autor e consultor em física. 
Após se diplomar de física, ele mudou-se para os E.U.A., onde chegou em 1972 e ele morou ali até a sua morte. Com um pequeno intervalo na Alemanha em 1977.
Além de novelas para Perry Rhodan, Kurt Mahr compôs também inúmeras novelas para a série Romances Planetários (edições de bolso). 
Ele também escreveu as seguintes séries "Guerra na Via Láctea" com 6 novelas, e "O longo caminho para a Terra" com 5 novelas.
Após a morte de William Voltz e a demissão de Thomas Ziegler Kurt Mahr escreveu de 1985 até 1993 1250 resumos juntamente com Enerst Vlcek. Após a sua surpreendente morte Robert Feldhoff tomou seu lugar.